# ویروس واریسلا زوستر
ویروس واریسلا زوستر یک دی‌ان‌ای ویروس‌ و یکی از نه ویروس هرپسی شناخته شده‌است که می‌تواند مهره‌داران را آلوده کند. این ویروس عامل دو بیماری معروف آبله‌مرغان و زونا می‌باشد که به‌طور معمول به ترتیب در کودکان و بزرگسالان دیده می‌شوند.

## نام‌گذاری
ویروس واریسلا زوستر با نام‌های مختلفی شناخته می‌شود. از جمله: ویروس آبله‌مرغان، ویروس واریسلا، ویروس زوستر و ویروس هرپس انسانی نوع ۳

## ریخت‌شناسی
وی‌زدوی از نظر ساختاری شباهت زیادی به ویروس هرپس سیمپلکس دارد. گلیکوپروتئین‌های سازنده پوشش وی‌زدوی شباهت قابل‌توجهی با پوشش اچ‌اس‌وی دارند.